# Quad9
Quad9是一个公共域名系统递归解析服务，旨在保护用户免受恶意软件和网络钓鱼的侵害。Quad9由Quad9基金会运营，该基金会是一个瑞士的公益性非营利基金会，旨在改善互联网用户的隐私和网络安全，总部设在瑞士苏黎世。Quad9完全受瑞士信息隐私法的约束，瑞士政府将其法律保护范围扩展至全球的Quad9用户，无论其公民身份或居住国。

## 安全与隐私
多项独立评估发现，Quad9在阻止恶意软件和网络钓鱼域方面较为有效（达97%）。截至2021年6月，Quad9每天阻止超过1亿次恶意软件感染和网络钓鱼攻击。
Quad9的恶意软件过滤是用户可选的选项。被过滤的域名并非由Quad9决定，而是由各种独立的威胁情报分析师使用不同的方法提供给Quad9。Quad9使用信誉评分系统来聚合这些来源，并从过滤列表中移除“误报”域名，但本身不向过滤列表中添加域名。
Quad9是第一个使用基于标准的强加密技术来保护用户DNS查询隐私的服务，也是第一个使用DNSSEC加密验证来保护用户免受域名劫持的服务。Quad9通过不保留或处理用户IP地址来保护用户隐私，因此符合欧盟《通用数据保护条例》规定。

## 位置
截至2021年8月，Quad9递归解析器在六大洲106个国家的224个位置的服务器集群中运行。

## 事件

### 索尼音乐禁令
2021年6月18日，Quad9接到汉堡地方法院的首例禁令通知，索尼音乐要求Quad9阻止解析一个域名，该域名本身不包含侵权材料，但包含指向其他侵权网站的链接。这是版权所有者行业首次寻求强制递归DNS运营商阻止访问互联网域名，因此被认为是德国法律的一种新颖解释，并被认为是一个具有深远影响的先例案件。
Quad9总经理约翰·托德在新闻发布会上表示：“我们的捐助者支持我们保护公众免受网络威胁，而不是进一步丰富索尼”。德国互联网协会eco的法律专家托马斯·里克特（Thomas Rickert）评论道：“我无法想象一个提供商会比公共解析器运营商更远离任何非法域名的责任。” 汉堡地方法院裁定，Quad9不符合互联网服务提供商（ISP）和域名注册商等其他第三方中介机构通常享有的责任豁免权。如果Quad9不遵守禁令，将面临每次“侵权”DNS查询25万欧元（或约298,356美元）的罚款，以及可能长达两年的监禁。Quad9立即宣布将对禁令提出异议，并于6月24日宣布已聘请德国律师并正在提交反对意见。
法院发言人表示，“仅采纳了申请方提出的陈述作为禁令的依据”，并且法院“相信申请方声称已发送的通知不仅已发送而且已送达接收方”。冲突第一周结束时，新闻注意到Quad9的捐款比前一周增长了900%。
2021年8月31日，Quad9对禁令提出异议，指出索尼在法律论证中存在多处缺陷，但主要论点是互联网服务提供商（ISP）（实际上与侵权方有业务关系）被豁免第三方责任，尽管他们也运营DNS递归解析器，而将独立递归解析器排除在该豁免之外是对法律的误读。
2023年12月5日，该诉讼被驳回，索尼被勒令支付法律纠纷的费用。尽管法院裁决为终审判决，不可上诉，但索尼仍可通过对不予上诉许可提出申诉，之后他们将必须向德国联邦法院上诉该案件本身。

## 服务
Quad9在以下十二个IP地址上运行公共递归名称服务器。这些地址使用任播路由到最近的可用服务器。Quad9支持经由端口53、9953的经典非加密DNS解析、端口853的DNS over TLS、端口443的DNS over HTTPS以及端口8443的DNSCrypt。
|              | 高安全 / 高隐私                 | 高安全 / 中隐私                   | 低安全 / 高隐私                   |
| ------------ | ------------------------------- | --------------------------------- | --------------------------------- |
| 域名过滤     | 是                              | 是                                | 否                                |
| DNSSEC验证   | 是                              | 是                                | 否                                |
| ECS呈递      | 否                              | 是                                | 否                                |
| 经由DoH接入  | https://dns.quad9.net/dns-query | https://dns11.quad9.net/dns-query | https://dns10.quad9.net/dns-query |
| 经由DoT接入  | dns.quad9.net                   | dns11.quad9.net                   | dns10.quad9.net                   |
| 经由IPv4接入 | 9.9.9.9 149.112.112.112         | 9.9.9.11 149.112.112.11           | 9.9.9.10 149.112.112.10           |
| 经由IPv6接入 | 2620:fe::9 2620:fe::fe          | 2620:fe::11 2620:fe::fe:11        | 2620:fe::10 2620:fe::fe:10        |